# Gorączka wschodniego wybrzeża Afryki
Gorączka wschodniego wybrzeża Afryki – pasożytnicza choroba bydła występująca na wschodnim wybrzeżu Afryki równikowej oraz w środkowej Afryce. Chorobę powoduje pierwotniak Theileria parva z rodzaju Theileria należącej do protistów. Chorobę przenoszą kleszcze głównie z rodzaju Rhipicephalus. Naturalnym rezerwuarem inwazji są bawoły. Choroba ta jest uznawana za jedną z najważniejszych chorób bydła w Afryce, powodując straty w wysokości 169 milionów dolarów w 1989.
Choroba rozwija się przez 18 do 30 dni. Główne objawy to gorączka i powiększone węzły chłonne w pobliżu miejsca ugryzienia przez kleszcza. Śmiertelność osiąga wartości do 100%. Śmierć następuje w wyniku zablokowania naczyń włosowatych i zainfekowania przez pasożyta ośrodkowego układu nerwowego. Osobniki, które przeżywają, zostają nosicielami.